# Dizzy (Lied)
Dizzy ist ein Lied des englischen Singer-Songwriters Olly Alexander. Mit ihm vertrat er das Vereinigte Königreich beim Eurovision Song Contest 2024.

## Hintergrund
Das Lied wurde von Alexander gemeinsam mit dem Produzenten Daniel Harle geschrieben. Es erschien am 1. März 2024 bei Polydor. Es ist Alexanders erste Solo-Singleveröffentlichung, nachdem sich Years & Years aufgelöst hatten. Das Lied stellt eine Hommage an den Synthiepop dar, Vergleiche mit den Pet Shop Boys wurden gezogen, insbesondere mit It’s a Sin, aber auch mit You Spin Me Round (Like a Record) von Dead or Alive. Mit letzterem Song wurde auch der Text verglichen, da Alexander singt: „Will you take my hand and spin me / Round and round until the moment never ends“. Alexander hatte seine Teilnahme am ESC in der Fernsehsendung Strictly Come Dancing bekanntgegeben.
In einem BBC-Interview sagte Alexander, dass der Song im Sommer 2023 geschrieben worden sei, er beschreibe intensive Emotionen für eine Person: „feeling such an intense swell of emotion for someone they totally turn your world upside down and inside out“.

## Rezeption
Das Lied erreichte in der Woche vom 8. März 2024 erstmals die britischen Single-Charts auf Platz 42. In der Woche nach dem Finale des Eurovision Song Contests 2024 stieg das Lied erneut in die Charts ein.
| ChartsChartplatzierungen     | Höchstplatzierung | Wochen |
| ---------------------------- | ----------------- | ------ |
| Vereinigtes Königreich (OCC) | 42 (2 Wo.)        | 2      |

## Beim Eurovision Song Contest
Als Teil der sogenannten „Big Five“ war das Vereinigte Königreich bereits für das Finale des Eurovision Song Contest qualifiziert, das am 11. Mai 2024 stattfand. Dort trat das Land auf dem 13. Startplatz an und erreichte mit insgesamt 46 Punkten den 18. Platz. Davon entfielen alle 46 Punkte auf die Jurys, wo der Titel auf dem 13. Platz lag, und 0 Punkte auf die Zuschauer, wo er den 25. und letzten Platz belegte.